# Euphorbia bruynsii
Euphorbia bruynsii es una especie fanerógama perteneciente a la familia de las euforbiáceas. Es endémica de Sudáfrica.

## Descripción
Es una planta perenne, con forma de arbusto enano y suculenta que alcanza un tamaño de  0.1 - 0.25 m de altura a una altitud de unos 950 metros en Sudáfrica.

## Taxonomía
Euphorbia bruynsii fue descrita por Leslie Charles Leach y publicado en Journal of South African Botany 47: 103. 1981.
Etimología
Euphorbia: nombre genérico que deriva del médico griego del rey Juba II de Mauritania (52 a 50 a. C. - 23), Euphorbus, en su honor – o en alusión a su gran vientre –  ya que usaba médicamente Euphorbia resinifera. En 1753 Carlos Linneo asignó el nombre a todo el género.
bruynsii: epíteto otorgado en honor del matemático y botánico sudafricano Peter V. Bruyns (1957- ), gran especialista en plantas suculentas.